# Wilczany
Wilczany (deutsch Wolfsdorf, Kreis Rosenberg in Westpreußen) ist ein kleines Dorf in der polnischen Woiwodschaft Ermland-Masuren. Es gehört zur Landgemeinde Iława im Powiat Iławski (Deutsch Eylau).

## Geographische Lage
Das Dorf  liegt im historischen Westpreußen im Süden der Eylauer Seenplatte, 23 Kilometer östlich von  Rosenberg in Westpreußen  (Susz) und zehn Kilometer nordöstlich von Deutsch Eylau (Iława).

## Geschichte
Das bis 1945 Wolfsdorf (um 1785 auch: Wolfsdorff) genannte Dorf bestand damals lediglich aus ein paar kleinen Gehöften. Am 9. Mai 1874 wurde Wolfsdorf in den damals neugebildeten Amtsbezirk Tillwalde (heute polnisch: Tywałd) eingegliedert und gehörte zum Kreis Rosenberg in Westpreußen (bis 1920 im Regierungsbezirk Marienwerder, 1920 bis 1939 Regierungsbezirk Westpreußen, 1939 bis 1945 Reichsgau Danzig-Westpreußen) in der preußischen Provinz Westpreußen, ab 1920 Provinz Ostpreußen.
Im Jahre 1910 lebten in Wolfsdorf 77 Einwohner, im Jahre 1925 waren es 79.
Aufgrund der Bestimmungen des Versailler Vertrags stimmte die Bevölkerung im Abstimmungsgebiet Marienwerder, zu dem Wolfsdorf gehörte, am 11. Juli 1920 über die weitere staatliche Zugehörigkeit zu Ostpreußen (und damit zu Deutschland) oder den Anschluss an Polen ab. In Wolfsdorf stimmten 46 Einwohner für den Verbleib bei Ostpreußen, auf Polen entfielen keine Stimmen.
Am 1. April 1934 verlor Wolfsdorf seine Selbständigkeit und wurde in die Landgemeinde Tillwalde eingemeindet.
Gegen Ende des Zweiten Weltkriegs wurde die Region im Frühjahr 1945 von der Roten Armee besetzt. Nach Kriegsende wurde Wolfsdorf  unter der Ortsbezeichnung Wilczany im Sommer 1945 gemäß dem Potsdamer Abkommen zusammen mit der südlichen Hälfte Ostpreußens zum Bestandteil der Volksrepublik Polen. Soweit die Dorfbewohner nicht geflohen waren, wurden sie in der Folgezeit aus Wolfsdorf vertrieben.
Das Dorf  ist heute in die Landgemeinde Iława innerhalb des Powiat Iławski in der Woiwodschaft Ermland-Masuren (1975 bis 1998 Woiwodschaft Olsztyn) eingegliedert.

## Kirche
Vor 1945 war der überwiegende Teil der Bevölkerung Wolfsdorfs evangelischer Konfession. Wolfsdorf war in das Kirchspiel Raudnitz–Frödenau (Rudzienice–Frednowy) eingepfarrt und gehörte zum Kirchenkreis Rosenberg in Westpreußen in der Kirchenprovinz Westpreußen, nach 1922 Kirchenprovinz Ostpreußen, der Kirche der Altpreußischen Union.
Seit 1945 lebt in der Ortschaft eine fast ausnahmslos katholische Einwohnerschaft. Sie gehört zur Pfarrei in Rudzienice (Raudnitz) im Dekanat Iława-Wschód (Deutsch Eylau-Ost) im Bistum Elbląg (Elbing) der Katholischen Kirche in Polen. Hier lebende evangelische Kirchenglieder sind in die Kirchengemeinde Iława eingegliedert, die eine Filialgemeinde der Pfarrei in Ostróda (Osterode in Ostpreußen) ist und zur Diözese Masuren der Evangelisch-Augsburgischen Kirche in Polen gehört.

## Verkehr
Der Ort ist über Frednowy (Frödenau) an der  Landesstraße 16 (Dolna Grupa (Niedergruppe)–Grudziądz (Graudenz) – Iława – Ostróda (Osterode in Ostpreußen) – Ogrodniki zur Weiterfahrt nach Litauen) zu erreichen.
Die nächste Bahnstation ist Rudzienice Suskie (Raudnitz) an der Bahnstrecke Toruń–Tschernjachowsk (Thorn –  Insterburg).